# Bettino Ricasoli
Bettino Ricasoli [ejtsd: rikazoli] (Firenze, 1809. március 9. – Brolio, 1880. október 23.) báró, olasz államférfi.

## Életútja
Régi toszkánai család sarja, Firenze és Pisában nevelkedett, később azonban Brolio várában (Siena mellett) a gazdaságnak szentelte magát. Csak 1847-ben lépett nyilvánosságra, amikor a toszkánai nagyherceg elé egy reformtervezettel járult és Firenze polgármestere lett. Az 1859 április forradalomban mint egyike a legelsőknek a nagyherceg ellen lépett föl, májusban belügyminiszter lett, augusztus 1-jén pedig Toszkána diktátora, mely állásában aztán Olaszország egyesítését nagyban támogatta. Toszkána annektálása után 1860. március 26-án Viktor Emánuel kinevezte őt Toszkána főkormányzójává, április 6-án pedig a belügyminisztérium igazgatójává és Cavour halála után (1861 június) olasz miniszterelnökké tette. Helyét azonban 1862 márciusában Rattazzinak kellett átengednie és csak 1866-ban, az osztrák háború kitörése előtt lépett ismét a kormány élére. Minden kísérletnek, amely a porosz szövetség felbontására irányult, hevesen ellene szegült és erélyesen sürgette a háború megkezdését. Ennek befejezése után Ricasoli fő feladatául az állam decentralizációját iparkodott keresztülvinni; amellett a pénzügyet javította és az állam és egyház teljes különválását sürgette. 1867-ben feloszlatta a parlamentet, anélkül azonban, hogy sikerült volna neki a kabinetet célszerűen kiegészítenie és állását megszilárdítani. Így azután 1867 áprilisában kénytelen volt újból visszalépni. Ezentúl csak szórványosan szerepelt a közéletben.